# Bräunlingen
Bräunlingen − miasto w Niemczech, w kraju związkowym Badenia-Wirtembergia, w rejencji Fryburg, w regionie Schwarzwald-Baar-Heuberg, w powiecie Schwarzwald-Baar, wchodzi w skład związku gmin Donaueschingen.

## Współpraca
Miejscowość partnerska:
- Bannewitz, Saksonia